# Stictoptera talagi
Stictoptera talagi är en fjärilsart som beskrevs av Swinhoe 1918. Stictoptera talagi ingår i släktet Stictoptera och familjen nattflyn. Inga underarter finns listade i Catalogue of Life.